# Eleição municipal de Niterói em 2020
A eleição municipal do município de Niterói em 2020 ocorreu no dia 15 de novembro (primeiro turno) com o objetivo de eleger um prefeito, um vice-prefeito, e 21 vereadores responsáveis pela administração da cidade para o mandato a se iniciar em 1° de janeiro de 2021 e com término em 31 de dezembro de 2024.
Originalmente, as eleições ocorreriam em 4 de outubro (primeiro turno) e 25 de outubro (segundo turno), porém, com o agravamento da pandemia do novo coronavírus (SARS-CoV-2), causador da Covid-19, as datas foram modificadas com a promulgação da Emenda Constitucional nº 107/2020.
O processo eleitoral de 2020 está marcado pela sucessão para o cargo ocupado pelo atual prefeito Rodrigo Neves, do PDT, que por estar em seu segundo mandato não pode se candidatar a reeleição.
Com 62,56% dos votos válidos, o ambientalista, ex-vice-prefeito e ex-secretário Axel Grael, candidato do PDT, foi eleito em 1° turno o novo prefeito de Niterói, contra 9,82% do deputado estadual Flávio Serafini (PSOL), 9,41% do empresário Allan Lyra (PTC) e 7,20% do ex-deputado estadual Felipe Peixoto (PSD). Grael é o primeiro prefeito eleito em primeiro turno na cidade desde Jorge Roberto Silveira em 2008.

## Contexto político e pandemia
As eleições municipais de 2020 estão sendo marcadas, antes mesmo de iniciada a campanha oficial, pela pandemia do coronavírus SARS-CoV-2 (causador da COVID-19), o que está fazendo com que os partidos remodelem suas metodologias de pré-campanha. O Tribunal Superior Eleitoral (TSE) autorizou os partidos a realizarem as convenções para escolha de candidatos aos escrutínios por meio de plataformas digitais de transmissão, para evitar aglomerações que possam proliferar o vírus. Alguns partidos recorreram a mídias digitais para lançar suas pré-candidaturas. Além disso, a partir deste pleito, será colocada em prática a Emenda Constitucional 97/2017, que proíbe a celebração de coligações partidárias para as eleições legislativas, o que pode gerar um inchaço de candidatos ao legislativo. Conforme reportagem publicada pelo jornal Brasil de Fato em 11 de fevereiro de 2020, o país poderá ultrapassar a marca de 1 milhão de candidatos a prefeito, vice-prefeito e vereador neste escrutínio, o que não seria necessariamente bom, na opinião do professor Carlos Machado, da UnB (Universidade de Brasília): “Temos o hábito de criticar de forma intensa a coligação partidária, sem parar para refletir sobre os elementos positivos dela. O número de candidatos que um partido pode apresentar numa eleição, varia se ele estiver dentro de uma coligação, porque quando os partidos participam de uma coligação, eles são considerados como um único partido", afirmou Machado na reportagem.

## Candidaturas

### Primeiro turno
| Candidato(a) a prefeito(a) | Candidato(a) a prefeito(a) | Candidato(a) a prefeito(a)                              | Candidato(a) a vice-prefeito(a)                                   | Nº | Coligação/Partido                                                                                               | Tempo de horário eleitoral |
| -------------------------- | -------------------------- | ------------------------------------------------------- | ----------------------------------------------------------------- | -- | --- | -------------------------- |
|                            |                            | Axel Grael (PDT) Axel Schmidt Grael                     | Paulo Bagueira (Solidariedade) Paulo Roberto Mattos Bagueira Leal | 12 | União por Niterói PDT, Solidariedade, PV, PL, PRTB, MDB, PT, PSB, PP, REDE, Patriota, PCdoB, Avante e Cidadania | 4 minutos e 41 segundos    |
|                            |                            | Sérgio Perdigão (PSTU) Sérgio Bruno Alves Perdigão      | Carlos Augusto Machado (PSTU) Carlos Augusto Moreira Machado      | 16 | Partido Socialista dos Trabalhadores Unificado PSTU                                                             | Não possui                 |
|                            |                            | Deuler da Rocha (PSL) Deuler da Rocha Gonçalves Junior  | Alexandre Ceotto (Republicanos) Alexandre Ceotto André            | 17 | Força, Honra e Fé PSL, Republicanos e PMN                                                                       | 1 minuto e 51 segundos     |
|                            |                            | Tuninho Fares (DC) Antonio da Silveira Fares            | Nubia Mattos (DC) Nubia Mattos de Azevedo                         | 27 | Democracia Cristã DC                                                                                            | Não possui                 |
|                            |                            | Juliana Benício (NOVO) Juliana da Câmara Torres Benício | Willie Silva (NOVO) Willie de Souza e Silva                       | 30 | Partido Novo NOVO                                                                                               | 19 segundos                |
|                            |                            | Renata Esteves (PMB) Renata de Oliveira Esteves         | Soraia Catarino (PMB) Soraia Catarino Miranda                     | 35 | Partido da Mulher Brasileira PMB                                                                                | Não possui                 |
|                            |                            | Allan Lyra (PTC) Allan Pinho Lyra                       | Subtenente Célio (PODE) Célio da Silva Soares                     | 36 | Aliança por Niterói PTC e PODE                                                                                  | 30 segundos                |
|                            |                            | Flávio Serafini (PSOL) Flávio Alves Serafini            | Josiane Peçanha (PSOL) Josiane Nazaré Peçanha de Souza            | 50 | À Esquerda, pra Mudar Niterói PSOL e UP                                                                         | 24 segundos                |
|                            |                            | Felipe Peixoto (PSD) Felipe dos Santos Peixoto          | Bruno Lessa (DEM) Bruno Bastos Lessa                              | 55 | Niterói Primeiro PSD, DEM, PSDB e PROS                                                                          | 2 minutos e 15 segundos    |

### Candidaturas Indeferidas
| Candidato(a) a prefeito(a) | Candidato(a) a prefeito(a) | Candidato(a) a prefeito(a) | Candidato(a) a vice-prefeito(a) | Nº | Coligação/Partido                                   | Notas |
| -------------------------- | -------------------------- | -------------------------- | ------------------------------- | -- | --------------------------------------------------- | --- |
|                            |                            | Danielle Bornia (PSTU)     | Sérgio Perdigão (PSTU)          | 16 | Partido Socialista dos Trabalhadores Unificado PSTU | O Tribunal Regional Eleitoral indeferiu a candidatura em 26 de outubro devido ao julgamento de contas não prestadas das eleições de 2018, quando Danielle foi candidata a Deputada Estadual. Na ocasião, foi exigido um documento que foi entregue fora do prazo estipulado pela Justiça Eleitoral. |

### Pré-candidatos desistentes
Em janeiro, o ex-deputado estadual Adroaldo Peixoto confirmou sua pré-candidatura a Prefeitura de Niterói pela Rede Sustentabilidade, mas em julho anunciou sua saída da disputa devido a uma recomendação médica após ter se submetido a uma cirurgia.
Em setembro, uma decisão judicial devolveu a presidência do diretório municipal do Podemos de Niterói ao engenheiro Aldemar Furtado, destituído unilateralmente do cargo em 2017 pelo presidente estadual da legenda, o senador Romário. Furtado anunciou que o Podemos não lançaria Antônio Rayol como candidato próprio, apoiando a candidatura de Axel Grael (PDT). Após este fato, dois pré-candidatos do campo bolsonarista - José Paulo Pires (PMN) e Alexandre Ceotto (Republicanos) - declararam apoio a Deuler da Rocha (PSL), com Ceotto tomando o papel de vice na chapa. Porém, às vésperas de encerrar o prazo para o registro de candidaturas, Pedro Castilho entrou com liminar que lhe devolveu a presidência do Podemos, e após articulação com o PTC e o deputado federal Carlos Jordy, o empresário Allan Lyra, que inicialmente seria candidato a vereador, foi anunciado como candidato a prefeitura, também com o apoio da ala bolsonarista.
Também em setembro, Bruno Lessa (DEM), abriu mão de sua pré-candidatura para apoiar Felipe Peixoto (PSD) na condição de vice. A chapa será formada por PSD, DEM, PSDB e PROS.

## Transmissão
A veiculação da propaganda eleitoral gratuita entre 9 de outubro e 12 de novembro, em bloco e inserções, na televisão, vai ao ar pelo RedeTV! Rio de Janeiro. Pelo rádio, é transmitida pela Rádio Cidade, Feliz FM e Rádio Manchete AM.

## Pesquisas eleitorais

#### Novembro
| Instituto de pesquisa       | Grael (PDT) | Peixoto (PSD) | Rocha (PSL) | Serafini (PSOL) | Benício (NOVO) | Lyra (PTC) | Esteves (PMB) | Perdigão (PSTU) | Fares (DC) | Não sabe | Nenhum |
| --------------------------- | ----------- | ------------- | ----------- | --------------- | -------------- | ---------- | ------------- | --------------- | ---------- | -------- | ------ |
| Instituto GERP (05/11/2020) | 39%         | 11%           | 8%          | 6%              | 5%             | 2%         | 0%            | 0%              | 0%         | 11%      | 16%    |
| Instituto GERP (13/11/2020) | 41%         | 11%           | 7%          | 5%              | 5%             | 3%         | 0%            | 0%              | 0%         | 10%      | 15%    |

#### Outubro
| Instituto de pesquisa       | Grael (PDT) | Peixoto (PSD) | Rocha (PSL) | Serafini (PSOL) | Benício (NOVO) | Lyra (PTC) | Esteves (PMB) | Bórnia (PSTU) | Fares (DC) | Não sabe | Nenhum |
| --------------------------- | ----------- | ------------- | ----------- | --------------- | -------------- | ---------- | ------------- | ------------- | ---------- | -------- | ------ |
| Instituto GERP (23/10/2020) | 38%         | 12%           | 9%          | 8%              | 5%             | 1%         | 1%            | 0%            | 0%         | 14%      | 12%    |

#### Setembro
| Instituto de pesquisa         | Grael (PDT) | Peixoto (PSD) | Lessa (DEM) | Serafini (PSOL) | Benício (NOVO) | Rayol (PODE) | Rocha (PSL) | Não sabe | Nenhum |
| ----------------------------- | ----------- | ------------- | ----------- | --------------- | -------------- | ------------ | ----------- | -------- | ------ |
| Paraná Pesquisas (03/09/2020) | 29,1%       | -             | 13,4%       | 9,1%            | 3,9%           | 2,4%         | 3,8%        | 11,1%    | 27,3%  |
| Paraná Pesquisas (03/09/2020) | 24,9%       | 21,6%         | 8,0%        | 6,8%            | 2,3%           | 2,0%         | 2,0%        | 9,0%     | 23,5%  |

## Resultados

### Prefeitura

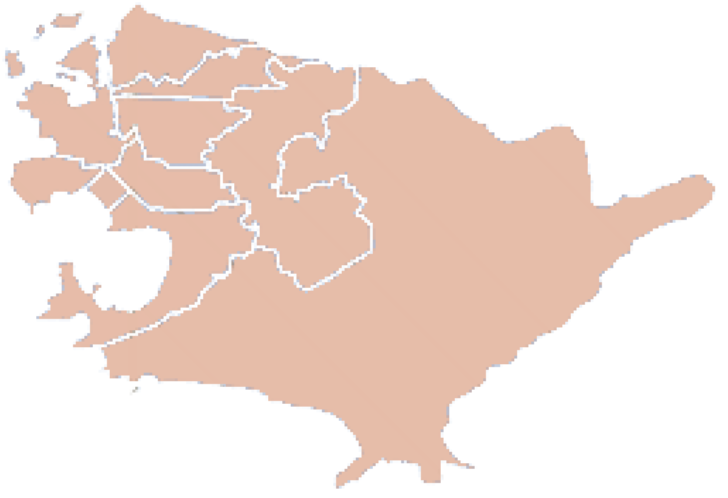
Axel Grael (PDT) ganhou em todas as zonas eleitorais

| Candidato(a)           | Candidato(a)           | Vice                           | 1º turno 15 de novembro de 2020 | 1º turno 15 de novembro de 2020 |
| Candidato(a)           | Candidato(a)           | Vice                           | Total                           | Porcentagem                     |
| ---------------------- | ---------------------- | ------------------------------ | ------------------------------- | ------------------------------- |
|                        | Axel Grael (PDT)       | Paulo Bagueira (Solidariedade) | 151.846                         | 62,56%                          |
|                        | Flávio Serafini (PSOL) | Josiane Peçanha (PSOL)         | 23.846                          | 9,82%                           |
|                        | Allan Lyra (PTC)       | Subtenente Célio (PODE)        | 22.834                          | 9,41%                           |
|                        | Felipe Peixoto (PSD)   | Bruno Lessa (DEM)              | 17.469                          | 7,20%                           |
|                        | Juliana Benício (NOVO) | Willie Silva (NOVO)            | 15.857                          | 6,53%                           |
|                        | Deuler da Rocha (PSL)  | Alexandre Ceotto (REP)         | 9.129                           | 3,76%                           |
|                        | Renata Esteves (PMB)   | Soraia Catarino (PMB)          | 800                             | 0,33%                           |
|                        | Tuninho Fares (DC)     | Nubia Mattos (DC)              | 717                             | 0,30%                           |
|                        | Sérgio Perdigão (PSTU) | Carlos Augusto Machado (PSTU)  | 214                             | 0,09%                           |
| Total de votos válidos | Total de votos válidos | Total de votos válidos         | 242.712                         | 100%                            |
| → Votos em branco      | → Votos em branco      | → Votos em branco              | 12.378                          | 4,40%                           |
| → Votos nulos          | → Votos nulos          | → Votos nulos                  | 26.501                          | 9,41%                           |
| Total de votos         | Total de votos         | Total de votos                 | 281.591                         | 71,97%                          |
| Abstenções             | Abstenções             | Abstenções                     | 109.677                         | 28,03%                          |
| Total de inscritos     | Total de inscritos     | Total de inscritos             | 391.268                         | 100%                            |

### Câmara Municipal
| Nº                     | Partido                                               | Votos populares | Votos populares | Votos populares | Vagas      | Vagas   | Vagas |
| Nº                     | Partido                                               | Votos           | %               | ±               | Candidatos | Eleitos | ±     |
| ---------------------- | ----------------------------------------------------- | --------------- | --------------- | --------------- | ---------- | ------- | ----- |
| 12                     | Partido Democrático Trabalhista (PDT)                 | 28.150          | 11,25%          | +5,25pp         | 29         | 4       | +3    |
| 50                     | Partido Socialismo e Liberdade (PSOL)                 | 22.545          | 9,01%           | -1,46pp         | 17         | 3       | +1    |
| 23                     | Cidadania                                             | 18.033          | 7,21%           | +0,13pp         | 32         | 2       | +1    |
| 77                     | Solidariedade                                         | 13.221          | 5,28%           | -4.46pp         | 32         | 1       | -2    |
| 13                     | Partido dos Trabalhadores (PT)                        | 12.859          | 5,14%           | -0,39pp         | 23         | 1       | =     |
| 65                     | Partido Comunista do Brasil (PCdoB)                   | 11.967          | 4,78%           | +2,86pp         | 32         | 1       | =     |
| 22                     | Partido Liberal (PL)                                  | 11.919          | 4,76%           | +3,80pp         | 20         | 1       | +1    |
| 43                     | Partido Verde (PV)                                    | 11.818          | 4,72%           | -3,47pp         | 32         | 1       | =     |
| 15                     | Movimento Democrático Brasileiro (MDB)                | 10.355          | 4,14%           | -2,73pp         | 30         | 1       | -1    |
| 70                     | Avante                                                | 10.137          | 4,05%           | +0,41pp         | 27         | 1       | =     |
| 11                     | Progressistas (PP)                                    | 9.571           | 3,82%           | -0,96pp         | 32         | 1       | =     |
| 25                     | Democratas (DEM)                                      | 9.363           | 3,74%           | +3,53pp         | 31         | 1       | +1    |
| 36                     | Partido Trabalhista Cristão (PTC)                     | 9.041           | 3,61%           | +2,45pp         | 32         | 1       | +1    |
| 30                     | Partido Novo (NOVO)                                   | 8.687           | 3,47%           | +3,47pp         | 15         | 0       | =     |
| 55                     | Partido Social Democrático (PSD)                      | 8.152           | 3,26%           | +2,22pp         | 25         | 1       | +1    |
| 45                     | Partido da Social Democracia Brasileira (PSDB)        | 8.013           | 3,20%           | -3,52pp         | 32         | 1       | =     |
| 51                     | Patriota                                              | 6.963           | 2,78%           | +2,77pp         | 32         | 0       | =     |
| 19                     | Podemos (PODE)                                        | 6.656           | 2,66%           | +2,33pp         | 20         | 0       | =     |
| 14                     | Partido Trabalhista Brasileiro (PTB)                  | 6.272           | 2,51%           | -0,80pp         | 32         | 0       | -1    |
| 17                     | Partido Social Liberal (PSL)                          | 5,906           | 2,36%           | +0,28pp         | 32         | 0       | -1    |
| 10                     | Republicanos                                          | 5.884           | 2,35%           | -1,27pp         | 24         | 0       | -1    |
| 40                     | Partido Socialista Brasileiro (PSB)                   | 5.814           | 2,32%           | -3,19pp         | 21         | 0       | =     |
| 28                     | Partido Renovador Trabalhista Brasileiro (PRTB)       | 3.747           | 1,50%           | +0,89pp         | 31         | 0       | =     |
| 18                     | Rede Sustentabilidade (REDE)                          | 1.911           | 0,76%           | -0,75pp         | 16         | 0       | =     |
| 90                     | Partido Republicano da Ordem Social (PROS)            | 1.465           | 0,59%           | +0,59pp         | 19         | 0       | =     |
| 33                     | Partido da Mobilização Nacional (PMN)                 | 859             | 0,34%           | =               | 24         | 0       | =     |
| 27                     | Democracia Cristã (DC)                                | 243             | 0,10%           | -0,11pp         | 9          | 0       | =     |
| 80                     | Unidade Popular (UP)                                  | 236             | 0,09%           | +0,09pp         | 2          | 0       | =     |
| 35                     | Partido da Mulher Brasileira (PMB)                    | 231             | 0,09%           | -0,34pp         | 8          | 0       | =     |
| 16                     | Partido Socialista dos Trabalhadores Unificado (PSTU) | 114             | 0,05%           | -0,06pp         | 2          | 0       | =     |
| Total de votos válidos | Total de votos válidos                                | 250.228         | 100%            | 100%            | 713        | 21      | 21    |
| → Votos em branco      | → Votos em branco                                     | 11.887          | 4,22%           | 4,22%           | 4,22%      | 21      | 21    |
| → Votos nulos          | → Votos nulos                                         | 19.476          | 6,92%           | 6,92%           | 6,92%      | 21      | 21    |
| Total de votos         | Total de votos                                        | 281.591         | 71,97%          | 71,97%          | 71,97%     | 21      | 21    |
| Abstenções             | Abstenções                                            | 109.677         | 28,03%          | 28,03%          | 28,03%     | 21      | 21    |
| Total de inscritos     | Total de inscritos                                    | 391.268         | 100%            | 100%            | 100%       | 21      | 21    |

## Vereadores eleitos
Estes são os vereadores eleitos nas eleições de 15 de novembro de 2020:
| Eleição de 2020 |                       |           |                  |         |             |
| Nº              | Vereador(a) eleito(a) | Partido   | Situação         | Votação | Votação     |
| Nº              | Vereador(a) eleito(a) | Partido   | Situação         | Total   | Porcentagem |
| 1               | Andrigo               | PDT       | Eleito por QP    | 4.783   | 1.91%       |
| 2               | Professor Tulio       | PSOL      | Eleito por QP    | 4.534   | 1.81%       |
| 3               | Renato Cariello       | PDT       | Eleito por QP    | 4.458   | 1.78%       |
| 4               | Dr. Paulo Velasco     | Avante    | Eleito por QP    | 4.378   | 1.75%       |
| 5               | Benny Briolly         | PSOL      | Eleito por QP    | 4.367   | 1.75%       |
| 6               | Milton Cal            | PP        | Eleito por QP    | 4.320   | 1.73%       |
| 7               | Verônica Lima         | PT        | Eleito por QP    | 4.220   | 1.69%       |
| 8               | Paulo Eduardo Gomes   | PSOL      | Eleito por QP    | 3.978   | 1.59%       |
| 9               | Leandro Portugal      | PV        | Eleito por QP    | 3.838   | 1.53%       |
| 10              | Luiz Carlos Gallo     | Cidadania | Eleito por QP    | 3.597   | 1.44%       |
| 11              | Beto da Pipa          | PL        | Eleito por QP    | 3.532   | 1.41%       |
| 12              | Fabiano Gonçalves     | Cidadania | Eleito por QP    | 3.464   | 1.38%       |
| 13              | Binho Guimarães       | PDT       | Eleito por Média | 2.999   | 1.20%       |
| 14              | Dr. Emanuel Rocha     | SD        | Eleito por Média | 2.959   | 1.18%       |
| 15              | Carlos Boechat        | PDT       | Eleito por Média | 2.916   | 1.17%       |
| 16              | Leonardo Giordano     | PCdoB     | Eleito por Média | 2.676   | 1.07%       |
| 17              | Rodrigo Farah         | MDB       | Eleito por Média | 2.632   | 1.05%       |
| 18              | Douglas Gomes         | PTC       | Eleito por Média | 2.416   | 0.97%       |
| 19              | Daniel Marques        | DEM       | Eleito por Média | 2.411   | 0,96%       |
| 20              | Casota                | PSDB      | Eleito por Média | 1.512   | 0.60%       |
| 21              | Folha                 | PSD       | Eleito por Média | 1.362   | 0.54%       |

| Cor | Significado                                                  |
| 1   | primeiro mandato como vereador(a) da cidade                  |
| 2   | segundo mandato (seguido ou não) como vereador(a) da cidade  |
| 3   | terceiro mandato (seguido ou não) como vereador(a) da cidade |
| 4   | quarto mandato (seguido ou não) como vereador(a) da cidade   |
| 5   | quinto mandato (seguido ou não) como vereador(a) da cidade   |
| 6   | sexto mandato (seguido ou não) como vereador(a) da cidade    |
| 8   | oitavo mandato (seguido ou não) como vereador(a) da cidade   |